# 信用状
信用状（しんようじょう、英: letter of credit）とは、貿易決済を円滑化するための手段として、銀行が発行する支払い確約書。英語はL/C（エルシー）と略す（単にCreditということや、DC(Documentary Credit)ということもある）。
貿易取引は、相手が遠隔地にいるため、商品を発送しても買い手が確実に支払いをするかどうかを確証する手段に乏しい。このために発達した手段が荷為替手形という方式であるが、これに銀行による信用供与を加えてさらに確実にした手段が信用状決済である。信用状取引により、輸出者は船積みと同時に輸出代金を回収することができるほか、輸入者にとっても、輸入代金を前払いする必要がなくなる。

## 信用状取引のプロセス
信用状取引は、通常、以下のような手順を追って行われる。
1. 輸出者は船積書類を引き渡す。輸入者は船積み書類を用いて貨物の輸入通関と引き取りを行う。
2. 発行銀行が買取銀行に買取金額を支払う。買取からこの支払い完了までにかかった金利は、信用状に規定された内容に従って、輸出者または輸入者に別途請求される。

## 信用状取引の注意点

### 書類取引の原則
信用状取引は、書類取引であって、実物取引とは独立している。即ち、銀行は、書類審査を行うのみで、実際に船積みされた貨物をチェックしたりはしない。このため、信用状と船積書類の内容さえ一致していれば買取を行うし、書類のタイプミスを含む不一致（ディスクレ、discrepancy）がある場合は、買取を行わない場合がある（厳密一致の原則）。その場合は、当該手形は取り立て扱い（輸入者が支払いを行うまでは、代金が回収できない）となる。
ただし、不一致が著しいものでない場合は、買取銀行は発行依頼人に電信等で確認するか（ケーブルネゴ）、輸出者に保証書（Letter of Guarantee: L/G）を差し入れさせる（L/Gネゴ）かして、買い取る場合がある。

### 独立抽象性の原則
信用状取引と売買契約は別個の取引であるため、売買契約が破棄されても、信用状取引は有効である。このため、契約が破棄された場合は、信用状についても取り消さなければならない。しかし、一般的には取消不能信用状（irrevocable L/C）が発行されるため、信用状に記載の有効期限までは信用状は有効であり続けるのが普通である。

## 信用状の種類

### 荷為替信用状、無担保信用状
上記で説明したのは、貿易取引の決済手段として、荷為替手形を添付書類とする信用状（荷為替信用状(documentary L/C)）であるのに対し、無担保信用状（clean L/C、荷落信用状ともいう）は、荷為替手形を添付せず、代理店手数料、運賃、保険料等の支払いを保証するためのものである。

### 取消不能信用状、取消可能信用状
通常の信用状は、関係者全員の承認がなければ変更ができない取消不能信用状(irrevocable L/C)であるが、取消可能信用状(revocable L/C)の場合は輸入者が勝手に条件を変更することができるため、注意を要する。ただし、1993年改正信用状統一規則に則って作成されている信用状の場合は、特段の記述がない場合は取り消し不能信用状とみなされることになっている。

### 確認信用状、無確認信用状
発行銀行の格付け（信用状態）が低い場合、格付けの高い別の銀行に確認（支払い保証）をさせて、信用を高めた信用状を確認信用状(confirmed L/C)、そのような確認をしていない信用状を無確認信用状(unconfirmed L/C)という。

### 償還請求権付信用状、無償還請求権信用状
輸入者が手形の支払いができなかった場合に、振出人（輸出者）が償還義務を負う条件となっている信用状を償還請求権付信用状（with recourse L/C）、そうでない信用状を無償還請求権信用状（without recourse L/C）という。

### 回転信用状
Revolving L/C。同じ種類の商品が継続反復的に同じ相手と取引される場合に発行される。一定期間内に同じ条件で行われる貿易について、金額を更新するなどして毎回信用状を発行する手間を省き、費用を軽減する。

### 譲渡可能信用状
Transfereable L/C。輸出者が、一回に限り信用状を譲渡することができる信用状。買付代理人に対して発行し、買付代理人が海外で売主を見つけたときに売主に対して譲渡する、というような使い方をする。

### スタンドバイ信用状
Standby L/C。海外法人の現地での借入などに対する保証の手段として、国内の銀行が海外の銀行に対して発行する信用状。

### 買取銀行指定信用状、リストリクト信用状
Restricted L/C とは、信用状に基づく荷為替手形の買取銀行が指定されている信用状のこと。リストがかかっている場合でも指定銀行が自社の取引銀行でない場合は、手数料を支払うことで買い取ってもらうことは可能。

### 買取銀行無指定信用状、オープン信用状
Open L/C や Unrestricted L/C とは、買取銀行が指定されていない信用状のこと。